# Carretera provincial 42 de les Dues Mars
La Carretera provincial 42 de les Dues Mars és una carretera de rellevància regional que recorre la província de Sàsser i que enllaça la ciutat de l'Alguer amb Porto Torres. El nom ve del fet que la carretera connecta la badia de l'Alguer, al Mar de Sardenya amb el Golf d'Asinara. La rellevància que té aquesta artèria sorgeix del fet que vincula les portes d'entrada del nord-oest de Sardenya, l'aeroport de l'Alguer i el port de Porto Torres. També és el tercer eix que connecta el triangle Sàsser-l'Alguer-Porto Torres.

## Traçat
La carretera comença en una de les sortides al nord de l'Alguer, a la localitat de Maria Pia; després procedeix al nord-est on creua la Nova carretera ANAS 85 - del Càlic, més coneguda com a variant de Lu Fangal, i a la unió per la zona industrial Ungias-Galanté i Mamuntanas. Després continua fins a la cruïlla que condueix al llogaret alguerès de Sa Segada, al llarg de la necròpoli d'Anghelu Ruju i per les vinyes de Sella&Mosca. Després de travessar la zona industrial de Sant Marc es creua amb la Carretera estatal 291 de la Nurra en una rotonda, que fins a 2005 va ser un simple creuament ras tristament conegut com la Cruïlla de la Mort pels diversos incidents que vantenir finals tràgics. A partir d'aquí l'artèria es dirigeix cap a la intersecció del llac Baratz, per l'Argentiera, La Corte i Campanedda (totes fraccions de Sàsser), i finalment arriba a Porto Torres en la rotonda que creua amb la carretera provincial 34, que per una banda es dirigeix a Stintino, i per l'altra a la zona industrial, el centre de la ciutat turritana i la carretera estatal 131 Carlo Felice.

## Projectes futurs
L'augment de la quantitat de trànsit que pateix aquesta carretera ha posat en relleu les deficiències en termes de suavitat i seguretat. El fet més sorprenent va ser fins fa pocs anys, la presència d'un encreuament a nivell amb una altra artèria important i transitada, la carretera estatal 291 de la Nurra. Treballant en aquest sentit la província de Sàsser ha finalitzat la construcció d'una rotonda en què intersecciona el camí i proporciona la renovació de tota l'artèria, amb l'eliminació de tots els creuaments al ras amb la construcció simultània de rotondes, i ampliació de la calçada (en l'estil de variant del Càlic) perquè el trànsit sigui més fluid i segur, vista la quantitat de vehicles pesats que la travessen.